# Fallax
Fallax är ett släkte av armfotingar. Fallax ingår i familjen Aulacothyropsidae.
Kladogram enligt Catalogue of Life:
| Fallax | \| \| Fallax antarcticus \| \| \| \| \| \| Fallax dalliniformis \| \| \| \| |
|        | \| \| Fallax antarcticus \| \| \| \| \| \| Fallax dalliniformis \| \| \| \| |
|        | Laurinia                                                                    |
|        |                                                                             |
|        | Septicollarina                                                              |
|        |                                                                             |
|        | Fallax antarcticus                                                          |
|        |                                                                             |
|        | Fallax dalliniformis                                                        |
|        |                                                                             |

|  | Fallax antarcticus   |
|  |                      |
|  | Fallax dalliniformis |
|  |                      |